# Bengala (contramedida)

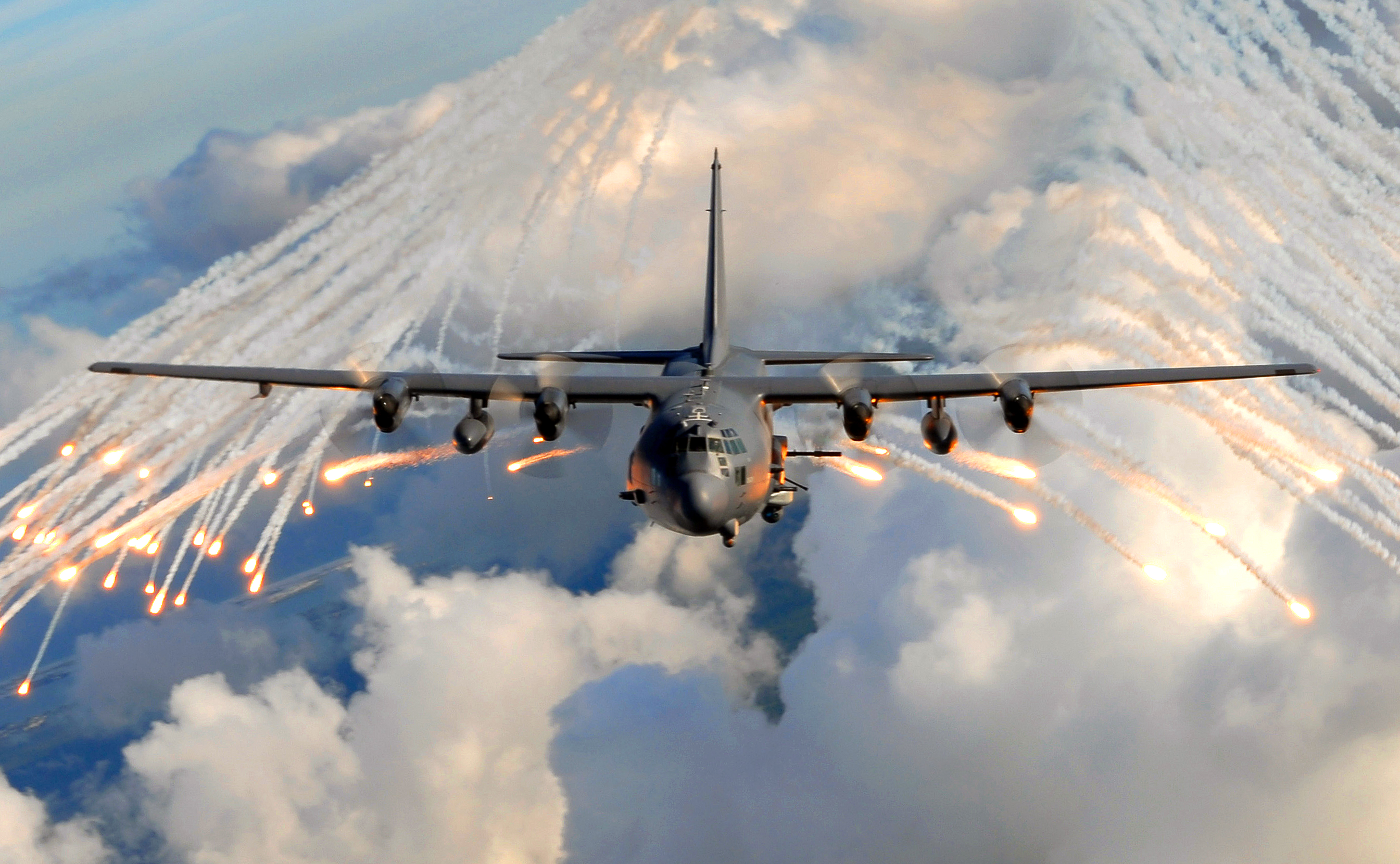
Un Lockheed AC-130U Spooky estadounidense lanzando bengalas de señuelo.

Una bengala (señuelo) es una contramedida de infrarrojos aérea para contrarrestar a un misil superficie-aire o a un misil aire-aire guiado con sensor de infrarrojos (búsqueda de calor). Las bengalas normalmente están compuestas de substancias pirofóricas basada en magnesio u otro metal que arda a altas temperaturas, con una temperatura de combustión igual o mayor que la de los escapes del motor. El objetivo es hacer que el misil guiado por infrarrojos siga la señal de calor de la bengala en lugar de los motores de la aeronave.